# Agrypnia obsoleta
Agrypnia obsoleta – gatunek owada z rzędu chruścików i rodziny chruścikowatych (Phryganeidae). Larwy budują przenośne domki, zbudowane ze spiralnie ułożonych części roślinnych. Czasami potrafią wykorzystać fragment źdźbła trzciny.
Limnebiont, typowy acidobiont, tyrphofil, preferuje małe, śródleśne zbiorniki z brzegami torfowiskowymi oraz jeziora górskie.
Występuje w Europie bez jej południowej części i Islandii, także w Kaukazie, Syberii i Mongolii. Podawany dla jezior, strefy potamalu, estuariów oraz torfowisk. W Polsce występuje głównie na nizinach.
Imagines stosunkowo często łowione nad jeziorami lobeliowymi Pojezierza Pomorskiego, larwy łowiono w małych, śródleśnych jeziorkach (często w towarzystwie Oligotricha striata). Na Pojezierzu Mazurskim larwy w jeziorach spotykane rzadko i w niewielkiej liczbie, liczniej i częściej spotykane w zanikających, śródleśnych małych jeziorach, larwy spotykane w helofitach, osoce, moczarce. Dotychczas nie stwierdzono obecności w jeziorach Pojezierza Łęczyńsko-Włodawskiego, natomiast w Dolinie Narwi złowiono imago w pobliżu starorzeczy. Na Pojezierzu Wielkopolskim gatunek spotykany w jeziorach oraz torfiankach.
W Finlandii gatunek bardzo pospolity dla wszystkich rodzajów wód stojących oraz zalewów morskich, larwy spotykane na głębokości 5 m, liczniej w strefie o niskiej trofii, mniej licznie w strefach eutroficznych. Rzadko spotykany w kwaśnych, śródleśnych jeziorach południowej Szwecji. W mezotroficznym jez. Lille-Jonsvann (Norwegia) najliczniej łowiono larwy na głębokości 0,2 m i odnotowano występowanie do głębokości 10 m. W Karelii Agrypnia obsoleta występowała w małych jeziorach, najliczniej w płytkich strefach Carex – Equisetum, sporadycznie na piasku i w sublitoralu. Imagines spotykane nad jeziorami i ciekami Estonii i Karelii.
W jeziorach Łotwy i Litwy gatunek ten jest stosunkowo pospolity i szeroko rozprzestrzeniony. Występuje we wszystkich typach jezior. Największa frekwencja objawia się w jeziorach dystroficznych z torfianymi brzegami, potem w oligo-dystroficznych, dystroficznych, słaboeutoficznych, mezotroficznych. Na torfowisku Celau (obwód królewiecki) licznie w zbiornikach torfowiskowych. W Holandii larwy łowiono w jeziorkach i zbiornikach torfowiskowych o niskim pH, uważany za acidobionta. W Wielkiej Brytanii złowiony w stawie naturalnym. W jeziorach tatrzańskich występuje w jeziorze w strefie lasu. W delcie Wołgi występujący w wodach stojących, imagines poławiane w lipcu i sierpniu. Na Kaukazie larwy zasiedlają tylko jeziora górskie.

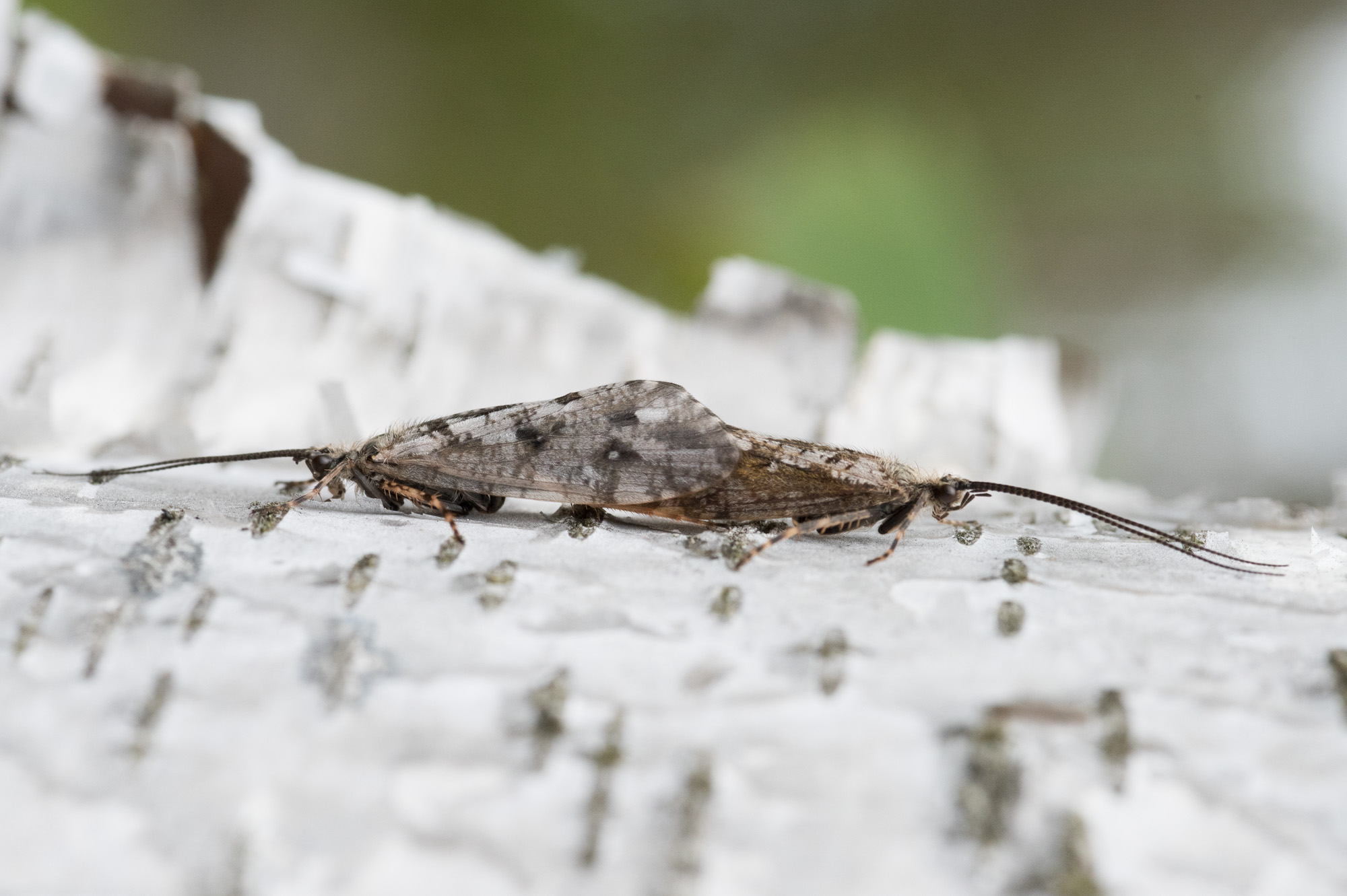
Samica po lewej
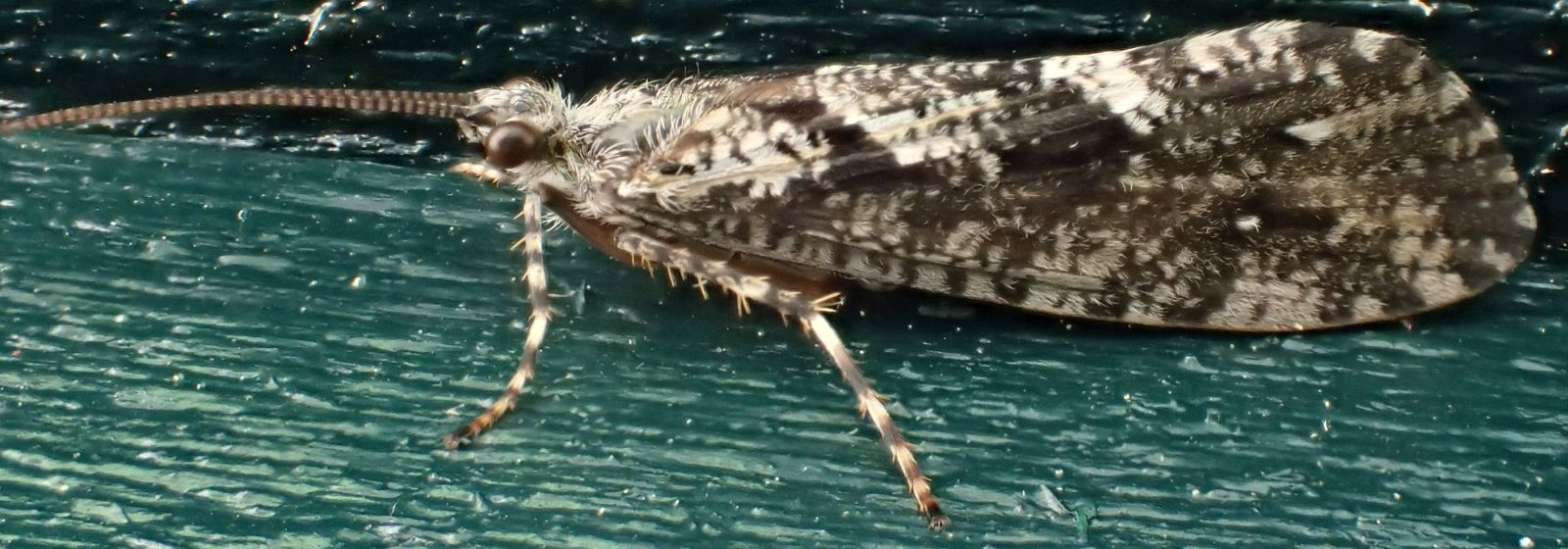
Samiec
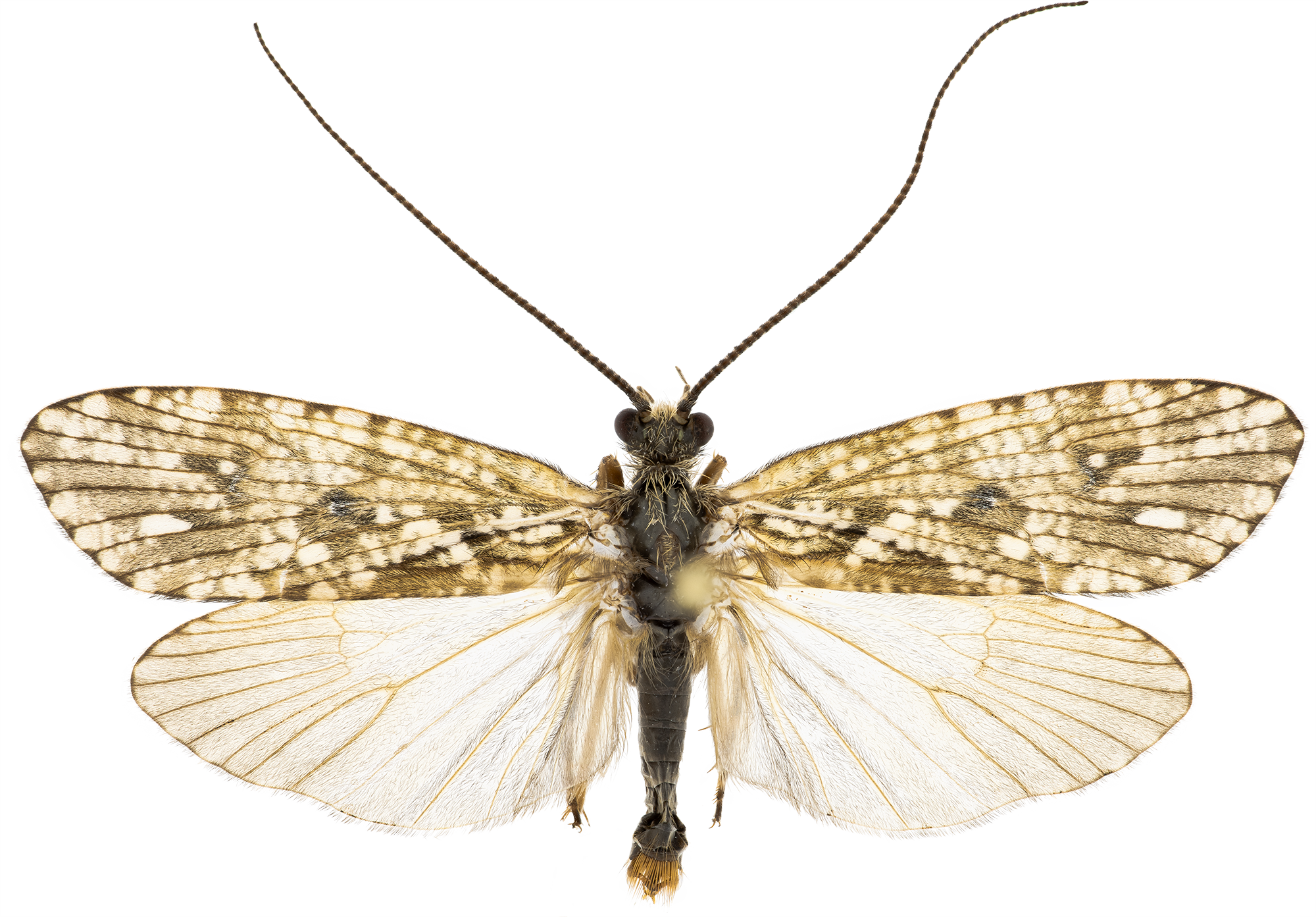
Samiec
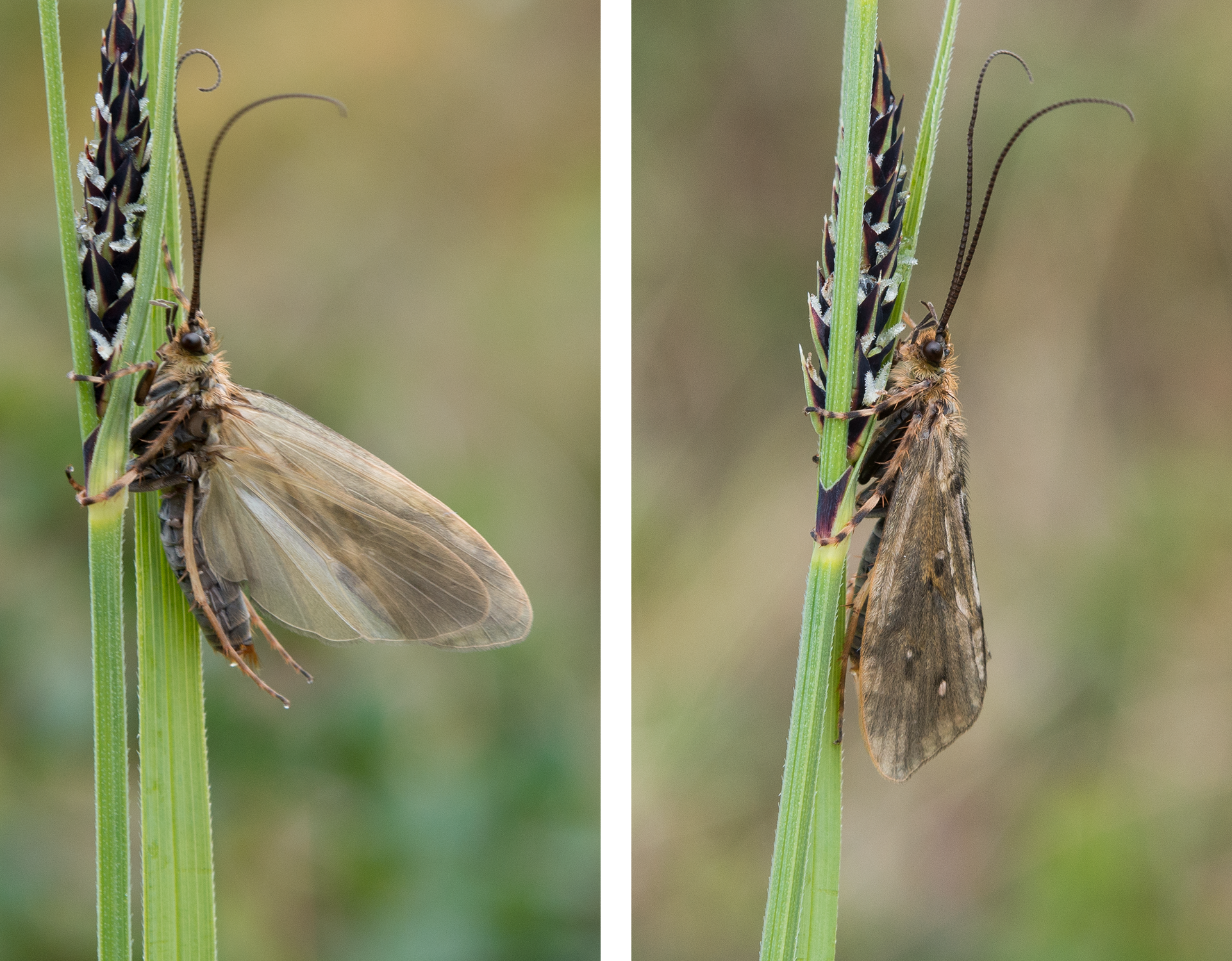
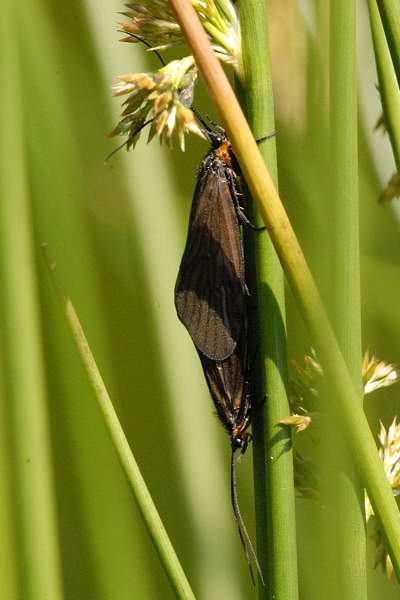